# Джованні Петтенелла
Джованні Петтенелла (італ. Giovanni Pettenella, 28 березня 1943 — 19 лютого 2010) — італійський велогонщик.
Олімпійський чемпіон 1964 року в індивідуальному спринті, срібний призер 1964 року в гіті на 1 км.
Бронзовий призер Чемпіонату світу з велоперегонів на треку 1968 року в індивідуальному спринті.